# Protonotariusz apostolski

Tarcza herbowa protonotariusza apostolskiego

Protonotariusz apostolski – w Kościele katolickim urzędnik w kurii rzymskiej (protonotariusz de numero) lub dawny tytuł honorowy (protonotariusz supra numerum) prezbiterów. W Polsce z powodu byłego przywileju noszenia szat i oznak pontyfikalnych (biskupich) protonotariuszy apostolskich nazywano infułatami (od infuły).

## Protonotariuszde numero

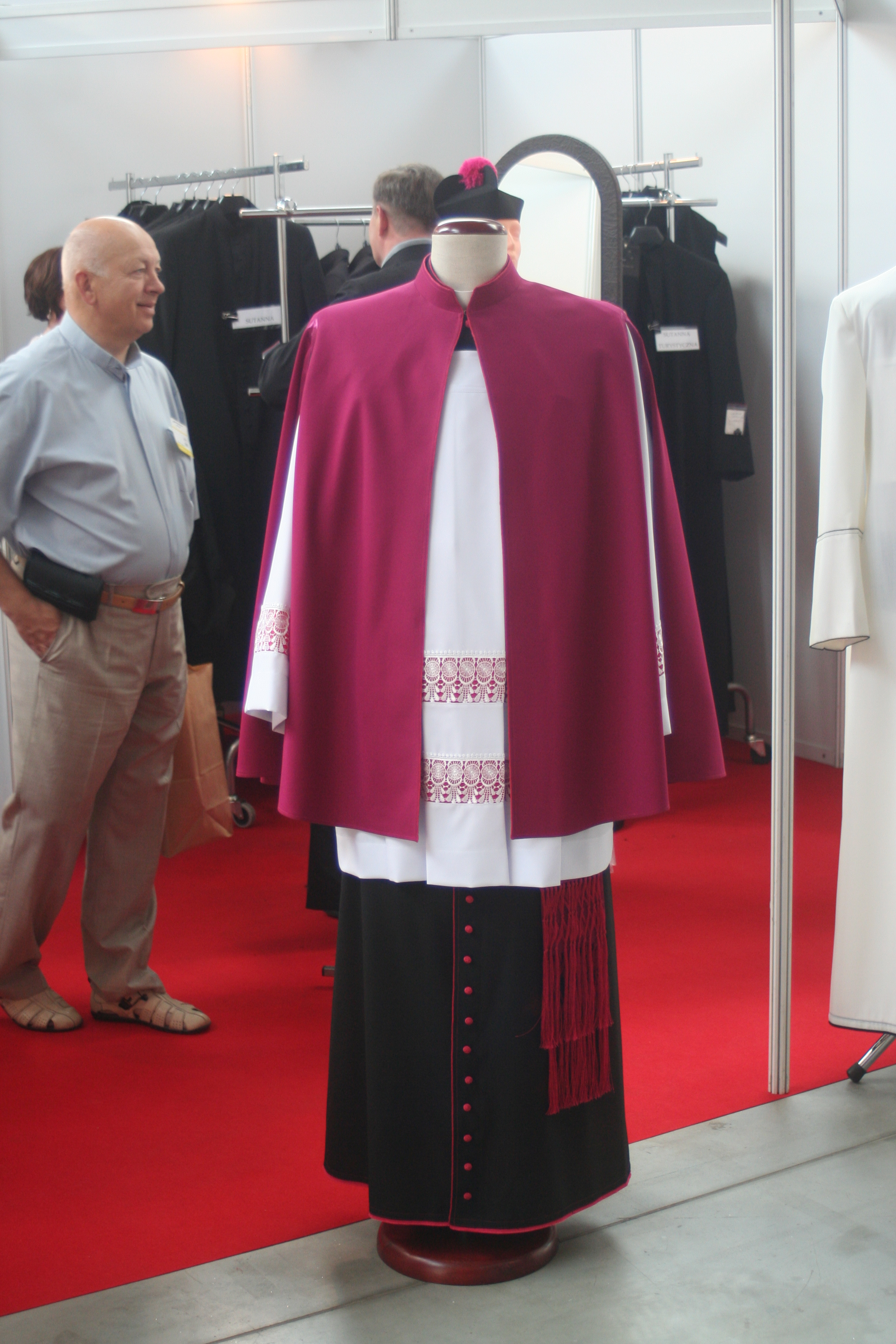
Strój chórowy protonotariusza de numero

Protonotariusz apostolski de numero jest urzędnikiem kurii rzymskiej pełniącym funkcję notariusza papieskiego. Zgodnie ze starożytną tradycją urząd ten sprawuje siedmiu prezbiterów tworzących tzw. kolegium protonotariuszy. Do podstawowych obowiązków protonotariuszy należy sprawowanie pieczy nad dokumentacją papieża i Stolicy Apostolskiej w zakresie formalności prawnych i translacyjnych. Protonotariusze należą do najbliższych współpracowników papieża i są członkami tzw. rodziny papieskiej. Organizacja pracy protonotariuszy i zakresy ich obowiązków są zależne od ich przełożonego, którym jest prefekt Pałacu Apostolskiego. Protonotariusza powołuje i odwołuje papież. W chwili śmierci papieża protonotariusze tracą swój urząd, jednak w czasie wakansu Stolicy Apostolskiej mogą być wykorzystani przez kolegium kardynałów zgodnie z postanowieniami kolegium. Nowy papież powołuje protonotariuszy zgodnie z własnym uznaniem.
Protonotariusz apostolski ma przywilej uczestniczenia w papieskich celebrach oraz noszenia szat chóralnych, mianowicie: fioletowej sutanny lub czarnej sutanny ze sznurkami i rubinowymi obszyciami (oba typy sutanny nosi bez mucetu), mantoletu, rokiety, fioletowego pasa z frędzlami i biretu z czerwonym pomponem oraz fioletowej farioli.
Obecnie protonotariuszami de numero są:
1. Leonardo Sapienza od 2013
2. Franco Piva od 2015
3. William V. Millea od 2018
4. Cesare Burgazzi od 2022
5. Brian Edwin Ferme od 2022
6. Paolo Luca Braida od 2022

Do kolegium protonotariuszy należał w latach 1996–1998 Stanisław Dziwisz.

## Protonotariuszsupra numerum
Protonotariusz supra numerum był tytułem honorowym przyznawanym prezbiterom przez papieża na podstawie wniosku ich biskupa ordynariusza. Prawo kanoniczne nie wyszczególnia żadnych cech lub zasług, którymi musiałby wykazać się kandydat do tytułu. Z tytułem honorowym nie są również związane żadne dodatkowe obowiązki. Godność protonotariusza supra numerum była najwyższym tytułem honorowym przewidzianym dla prezbiterów.
Protonotariusz apostolski supra numerum ma prawo używania szat chóralnych takich jak protonotariusz de numero z wyjątkiem mantoletu i biretu z czerwonym pomponem. Nie może jednak nosić na fioletowej sutannie rokiety.

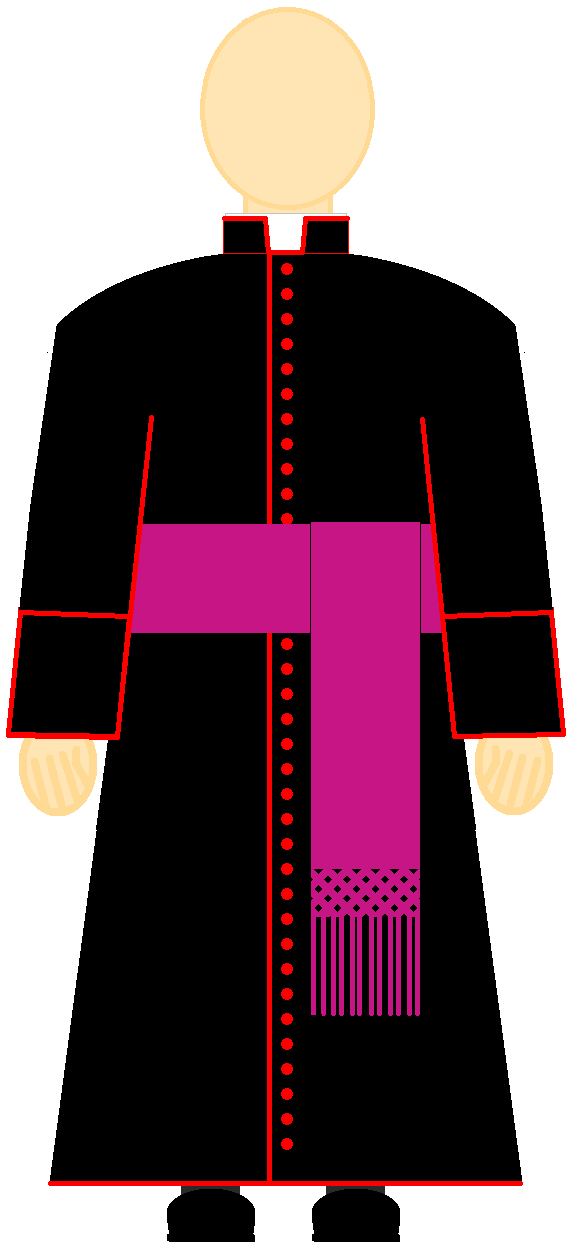
sutanna protonotariusza apostolskiego
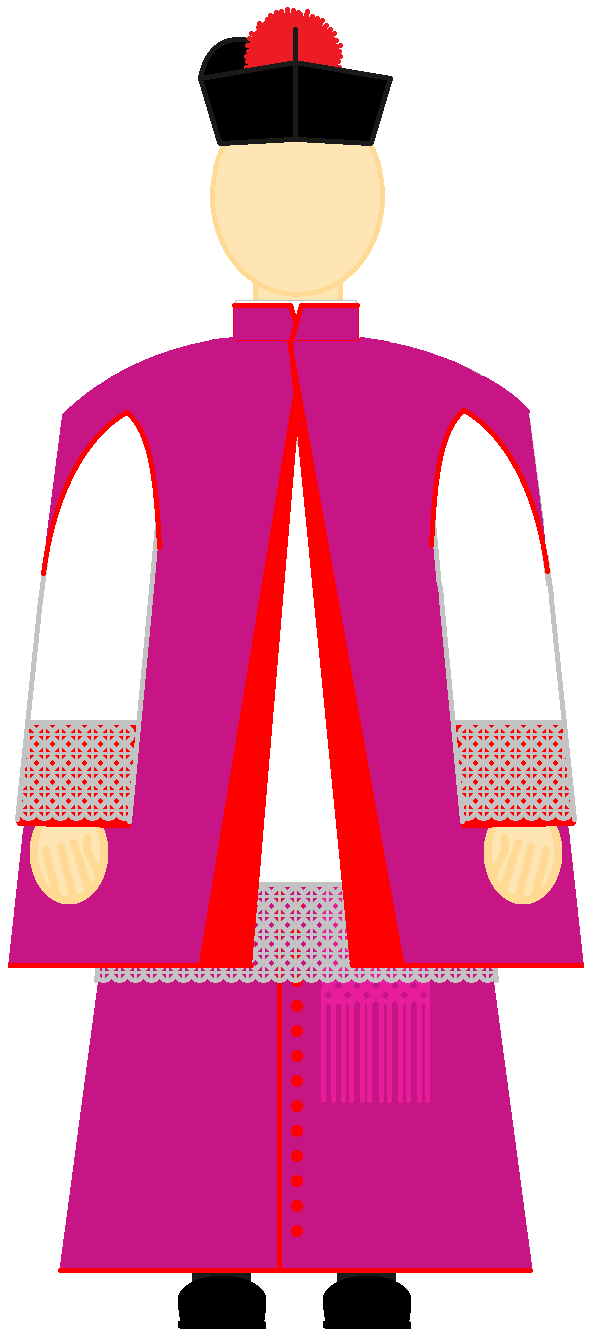
strój chórowy protonotariusza apostolskiego de numero
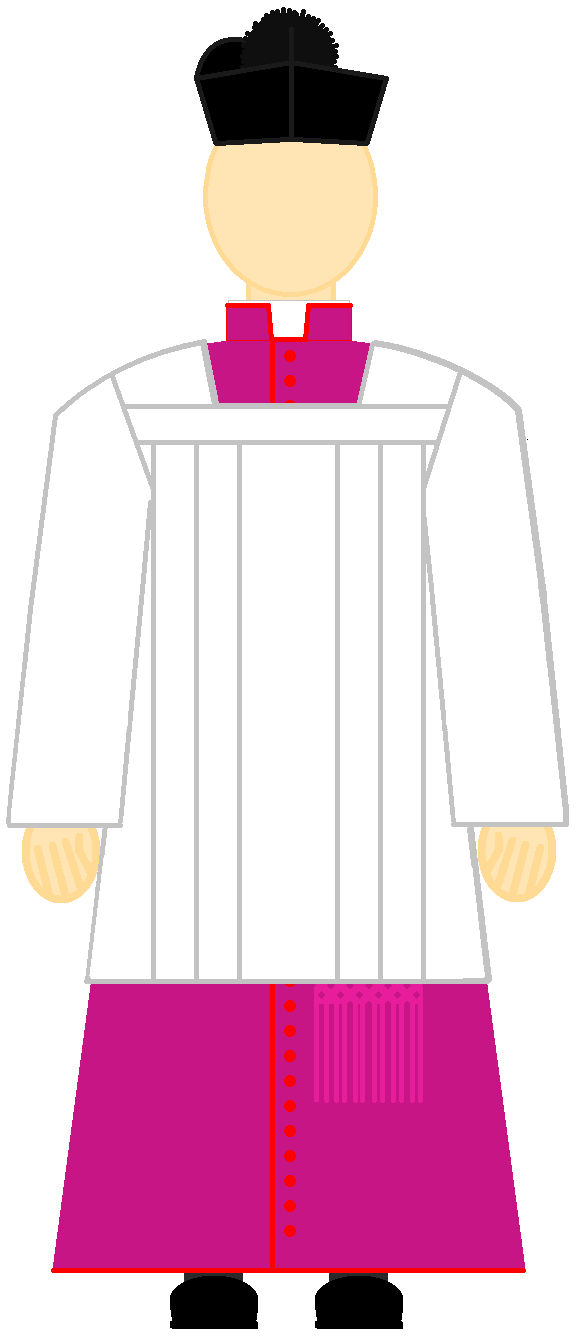
strój chórowy protonotariusza apostolskiego supra numerum

## Infułat – rys historyczny

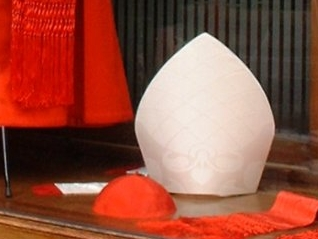
Mitra simplex – infuła

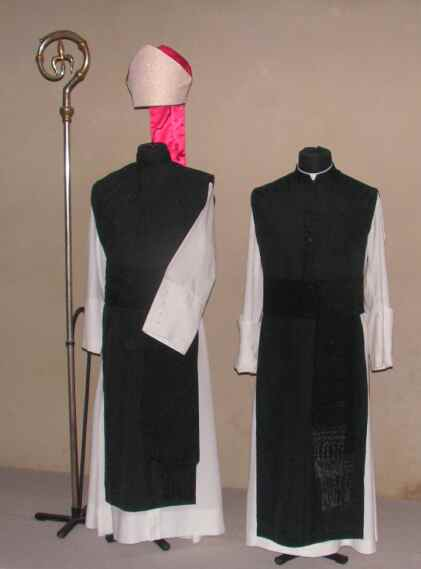
Strój opata cystersów z insygniami biskupa

Na przestrzeni wieków, zwłaszcza w średniowieczu, wykształcił się obyczaj nadawania przywileju używania pontyfikalnych szat biskupich przez prezbiterów, którzy pełnili niektóre urzędy lub otrzymywali tytuły honorowe. Urzędem, który zwyczajowo związany były z tym przywilejem była funkcja opata. Niekiedy nadawano ten przywilej prepozytom (archiprezbiterom) lub całym kapitułom (tzw. prealati mitrati). Jeżeli przywilej noszenia szat biskupich związany był z urzędem, wówczas przysługiwał on wyłącznie sprawującemu urząd. W XVI wieku zrodził się obyczaj nadawania przez papieży honorowego tytułu protonotariusza apostolskiego, z którym wiązał się również przywilej noszenia szat biskupich.
W Polsce wobec tych wszystkich uprzywilejowanych używano zwyczajowo tytułu infułata. W innych krajach używało się oficjalnej nomenklatury rzymskiej.
Zaniepokojony zacieraniem się różnic pomiędzy szatami liturgicznymi biskupów i tych, którzy nimi nie są, papież Pius X wydał motu proprio (Inter multiplices, 1905) regulujący podział protonotariuszy oraz ich przywilejów dotyczących strojów. Zgodnie z tym dokumentem protonotariusze dzielili się na:
- de numero participantium – urzędnicy kurii rzymskiej
- supranumerarii – kanonicy rzymskich bazylik większych
- ad instar – honorowi, promowani przez papieża
- titulares seu honorarii – honorowi, promowani przez nuncjuszy

Jednocześnie Pius X ograniczył insygnia biskupie stosowane przez protonotariuszy do prostej, białej mitry (mitra simplex).
Kolejna zmiana w przywilejach była związana z postanowieniami soborowej konstytucji Sacrosanctum concilium. Paweł VI w motu proprio (Pontificalis Domus, 1968) zredukował tytuły honorowe protonotariuszy jedynie do stopnia supra numerum.
W tym samym roku Paweł VI wydał motu proprio Pontificalia Insignia i ograniczył jeszcze bardziej przywileje związane ze stosowaniem stroju biskupiego przez tych, którzy biskupami nie są. Na mocy tego dekretu przywilej został utrzymany dla opatów i w pełni odebrany protonotariuszom.
W 2014 decyzją papieża Franciszka zaprzestano nadawania tytułu honorowego protonotariusza apostolskiego supra numerum, jednakże duchowni, którym ten tytuł nadano, zachowują go dożywotnio.